# Carex biltmoreana
Carex biltmoreana är en halvgräsart som beskrevs av Kenneth Kent Mackenzie. Carex biltmoreana ingår i släktet starrar, och familjen halvgräs. Inga underarter finns listade i Catalogue of Life.